# August Storck
Die August Storck KG ist ein Süßwarenhersteller mit Sitz in Berlin. Gemessen am Umsatz war das Unternehmen im Jahr 2022 der zweitgrößte Süßwarenproduzent Deutschlands.

## Geschichte

### Gründung 1903–1950
1903 gründete August Storck genannt Oberwelland als Besitzer des Oberwellandhofs in Werther (Westfalen) die Werther’sche Zuckerwarenfabrik. Mit drei Mitarbeitern lieferte die Fabrik Zuckerwaren an Händler in der näheren Umgebung. Bis zum Jahr 1909 wuchs die Belegschaft auf zwölf Mitarbeiter, jedoch wirkte sich der Erste Weltkrieg nachteilig auf die Entwicklung aus. 1921 ging die Leitung des Unternehmens an Hugo Oberwelland, den jüngsten Sohn des mittlerweile erkrankten Gründers. 1934 kamen die „1 Pfennig RIESEN“ auf den Markt, bei denen es sich nach Firmenangaben um das erste Markenbonbon Deutschlands handelte. Bis zum Jahr 1937 war die Zahl der Mitarbeiter auf 71 gestiegen, der Vertrieb der Produkte erfolgte ins gesamte Reichsgebiet, und 1938 eröffnete in Schötmar die erste Zweigstelle. Weitere Investitionen folgten erst nach dem Zweiten Weltkrieg. Von 11. September 1942 bis zum 7. September 1943 wurde von Storck in Werther ein „Frauenarbeitslager“ betrieben. Das Lager war Teil des Strafgefangenenlagers Oberems.

### Umzug und Einführung von Marken 1950–1990

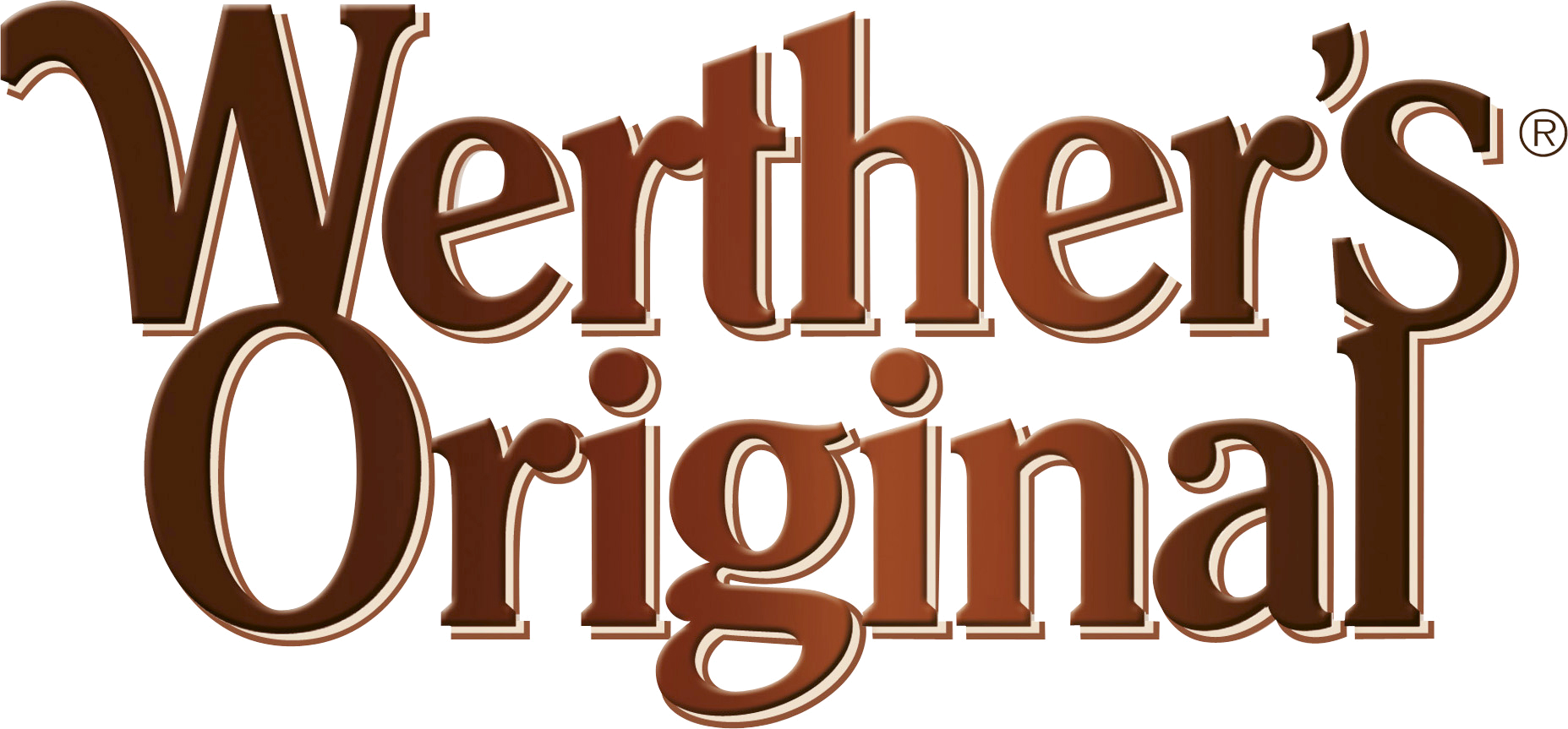
Logo von Werther’s Original

Nach dem Krieg entstand ein neues Werk im benachbarten Halle (Westf.), das bei seinem Bau als gutes Beispiel für eine „Industrieanlage im Grünen“ galt. Durch die Aufforstung in der Umgebung wurden freiwillig Ausgleichsmaßnahmen umgesetzt, wie sie heute in Planfeststellungsverfahren und Bauleitplanungen vorgeschrieben sind. Das Werk erhielt einen Gleisanschluss an die Bahnlinie des Haller Willem. Storck kaufte eigene Kesselwagen für den Rohstofftransport und geschlossene Güterwagen für den Transport der Fertigwaren. 1949 kamen die „Storck 2 Pfennig RIESEN“ auf den Markt. 1950 führte Storck eine Erfolgsvergütung für Mitarbeiter ein. Im Zuge des Wirtschaftswunders stieg sowohl die Zahl der Angestellten als auch das Produktionsvolumen. 1953 begann der Export, anfangs hauptsächlich in die USA, nach Schweden und Hongkong. 1954 begann die Produktion von Schokolade. 1958 führte Storck Sozialleistungen ein. Der zweite Generationenwechsel erfolgte 1971, als Klaus Oberwelland die Unternehmensleitung übernahm. 1975 führte Storck eine unternehmenseigene Altersvorsorge ein.
Von 1962 an entwickelte die Firma innerhalb von zwei Jahrzehnten viele ihrer bis heute wichtigsten Marken. In rascher Folge entstanden nimm2 (1962), Merci (1965), Campino (1966), Werther’s Original (1969, bis 1998 in Deutschland unter dem Namen Werthers Echte vertrieben) und Toffifee (1973). Später übernahm Storck die Firma Dickmann (1981) und entwickelte die Marke Knoppers (1983).

### Neuere Entwicklungen 1990-Gegenwart

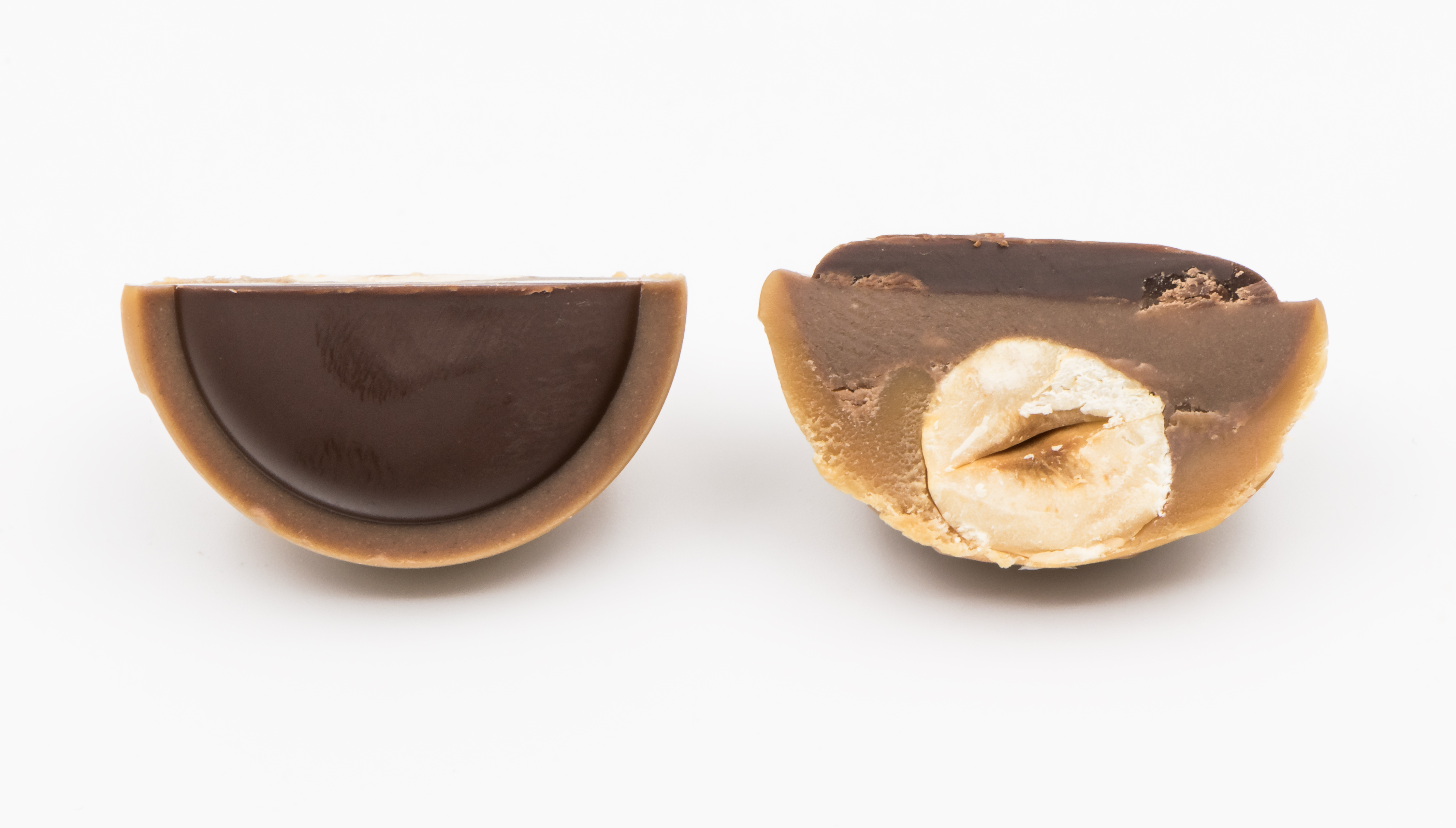
Toffifee, Marke seit 1973

1988 übernahm Storck das Traditionsunternehmen Bendicks of Mayfair aus Winchester in England. 1993 entstand eine neue Produktionsstätte im thüringischen Ohrdruf. Es folgten weitere Markteinführungen, darunter merci Crocant (1994), merci Pur (1995) und nimm2 Lachgummi (1996). 1998 kam es zu einer Umstrukturierung des Unternehmens, in deren Folge die Geschäftsleitung nach Berlin verlegt wurde.
Der dritte Generationenwechsel erfolgte im Jahr 2003. Seither ist Axel Oberwelland Vorsitzender der Geschäftsführung der August Storck KG, welche die Muttergesellschaft für die darunter angesiedelten Ländergesellschaften ist. Weitere Markteinführung seit dem Wechsel war Chocolat Pavot (2003). 2005 erstand Storck von der Karlsruher Firma Ragolds die Namensrechte an den Marken Rachengold und Atemgold. 2005 betrug der Umsatz der August Storck KG 1,16 Mrd. Euro. Zum 100-jährigen Jubiläum entwickelte Storck ein neues Firmenlogo und den neuen Slogan „Part of Your World“. Darüber hinaus ist seitdem erstmals auf jeder Markenverpackung der Name Storck zu sehen.
Ab 2009 wurden die bisher selbständigen Vertriebsgesellschaften Storck, Merci und Dickmann sukzessive fusioniert und ein neues Konditionssystem eingeführt. Im Zuge der Fusion verließen zahlreiche Führungskräfte das Unternehmen und wurden vorwiegend durch bei Ferrero abgeworbene Manager ersetzt. Mit dem Generationswechsel zu dem neuen Firmenchef Axel Oberwelland veränderte sich die Markenführung bei Storck. Setzte man vorher auf eine reine Einmarkenstrategie (eine Marke mit einem Produkt), waren die letzten Jahre durch eine Politik der Markenkapitalisierung über zahlreiche Produkteinführungen unter einem Markendach gekennzeichnet. Beispiele hierfür sind die neuen Varianten bei Werthers Original mit Eclair, Karamellcreme und Soft oder bei Mamba mit den Varianten Sauer und Cola. Auch im Schokoladenbereich wurden zahlreiche neue Varianten unter merci Petits oder bei der Stammmarke Merci eingeführt. Zum 1. Januar 2014 verließ der langjährige Geschäftsführer Robert Mähler das Unternehmen.
Das Unternehmen errichtete 2023 ein Logistikzentrum nahe der A33 und baute einen zusätzlichen Werkszugang, damit anreisende LKWs nicht mehr durch Halle (Westf.) fahren müssen.

## Unternehmen

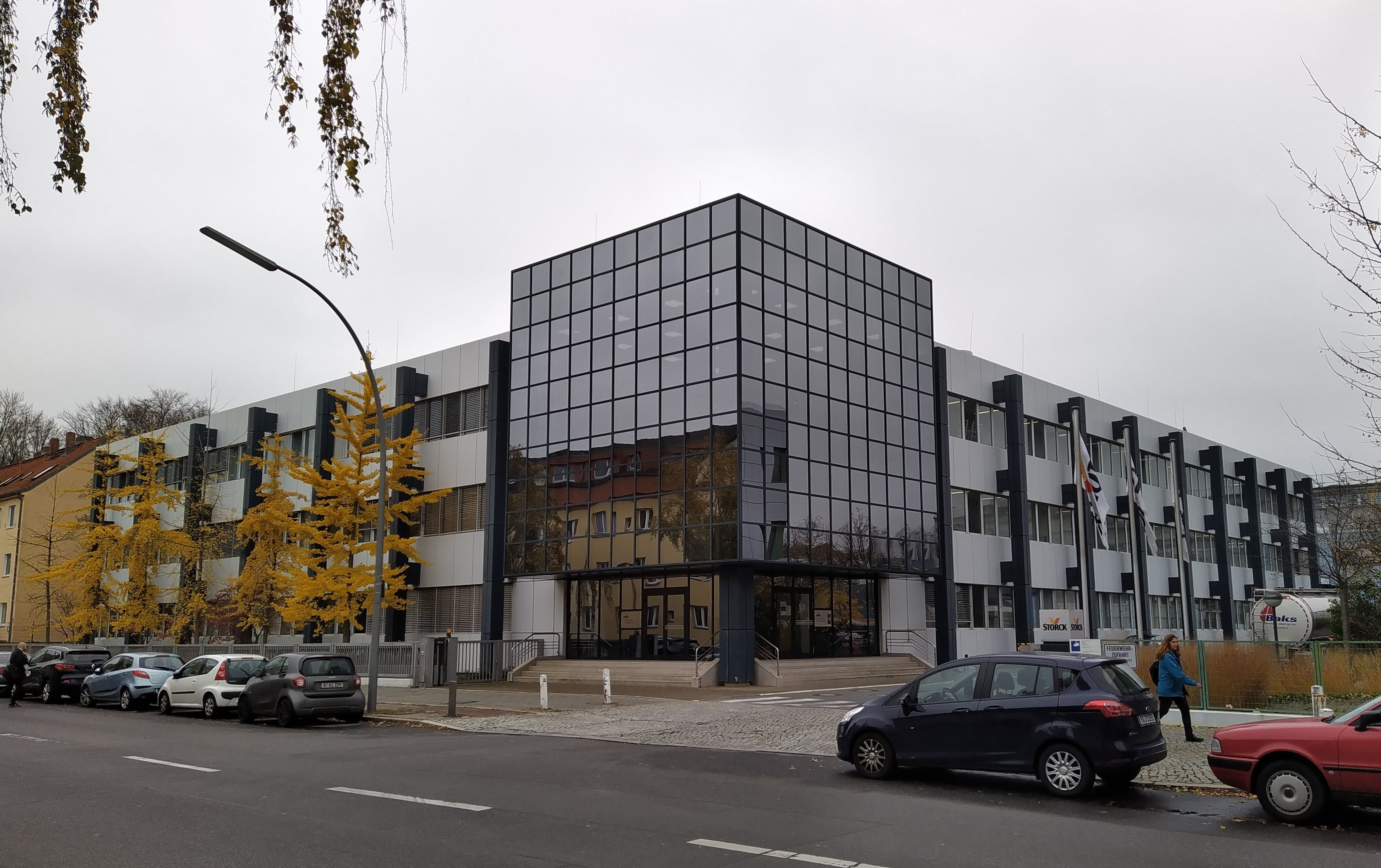
Firmensitz der August Storck KG in Berlin

Sitz des Unternehmens ist in Berlin. Das Hauptwerk steht in Halle (Westf.), weitere Werke befinden sich in Ohrdruf (Thüringen) und Berlin. Gemessen am Umsatz war das Unternehmen im Jahr 2022 der zweitgrößte Süßwarenproduzent Deutschlands und die Nummer 13 der Welt.
Seit 2003 ist Axel Oberwelland Vorsitzender der Geschäftsführung der August Storck KG.

### Marken

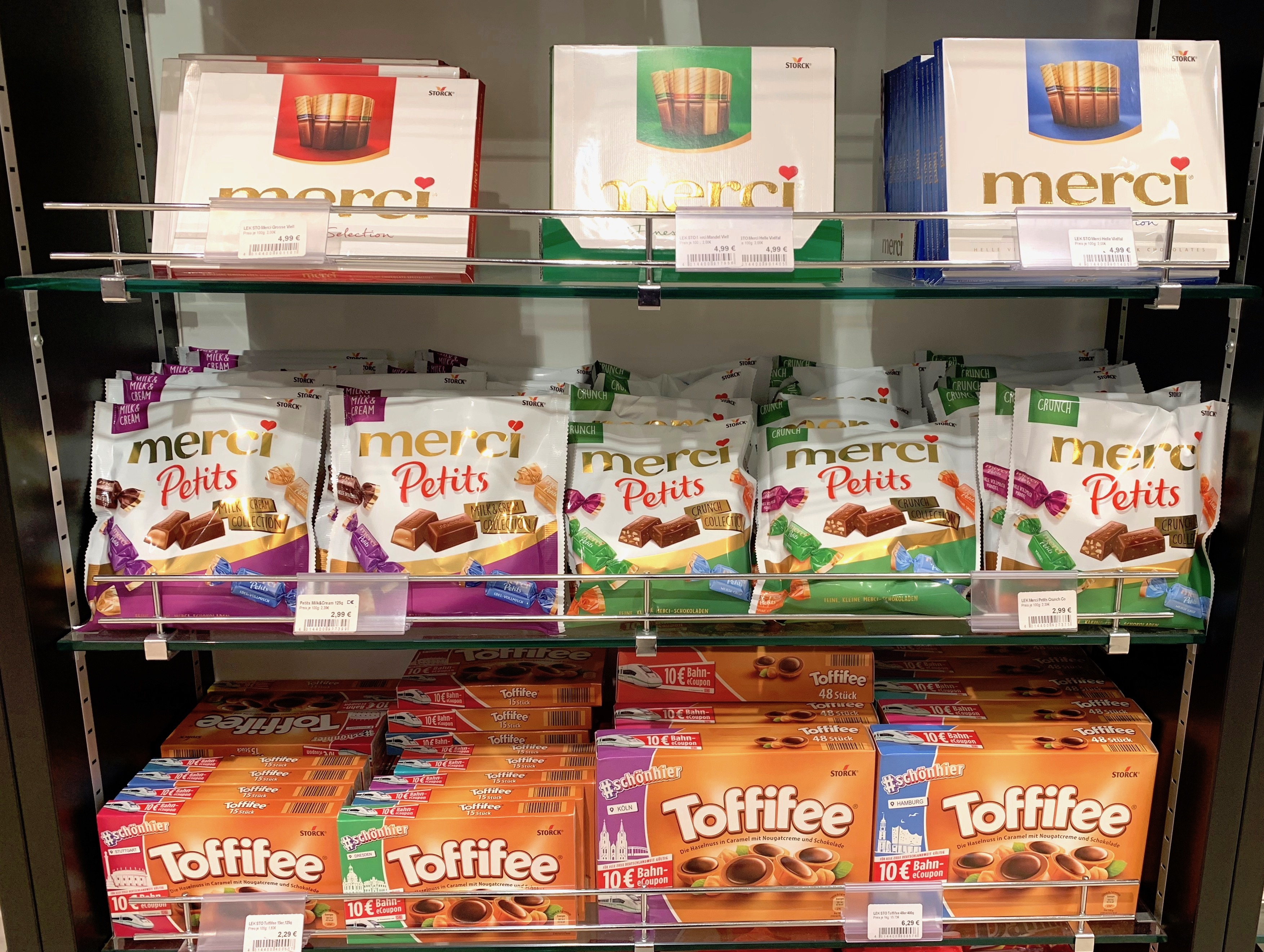
Produkte der August Storck KG

- Bazooka (1970er bis Ende 1980er Jahre in Lizenz der Topps Company)
- Bendicks
- Bunte Welt[14]
- Campino Früchte bzw. Paradies Früchte
- Chocolat Pavot (bis 2010)
- Dickmann’s (Schokokuss)
- Euka Menthol
- ICE fresh
- Knoppers, Knoppers NussRiegel, Knoppers Goodies
- Lachgummi
- Mamba, Kaubonbon
- Merci
- Moser-Roth, Vertrieb über Aldi
- nimm2
- Paroli (gefüllte Hustenbonbons bis 1996)
- Riesen
- Toffifee
- Werther’s Original

### In Österreich  hergestellt von Engelhofer Bonbons
- Arosa (Zuckerl)[15]
- Firn (Zuckerl)[16]
- Heller Wiener Zuckerl (marmeladegefüllte Zuckerl, die ursprünglich von Gustav & Wilhelm Heller produziert wurden und deren Unternehmen durch Fritz Heller, dem Bruder des Multikünstlers André Heller und damaligen Geschäftsführer 1971 verkauft wurde)[17]
- Eiszapfen (Zuckerl)[18]

### WIHA
Ebenfalls zur Storck-Gruppe gehört das Unternehmen WIHA GmbH mit den exklusiv für Aldi hergestellten Marken Choceur, Château, van Bolten Nussbeisser, Riquet Nussknacker, Scholetta Riesen Schoko Küsse und Bermont Kräuterli.

## Stiftung
1992 wurde die „Stork Foundation“ gegründet, die sich seither für den Schutz der Störche einsetzt.

## Trivia
- In den 1970er Jahren warb ein lilafarbener Comicbär namens Schleck für Mamba, Bazooka, Riesen und ähnliche Produkte.[20] Die Packungen enthielten Sammelpunkte, dafür wurde man Mitglied im sogenannten Schleck-Club und bekam einen eigenen Ausweis mit Geheimsprache. Als der Club mehr als 16.000 Mitglieder hatte, wurde er 1979 ohne Angabe von Gründen aufgelöst.
- Schauspieler Götz George warb Mitte der 1980er als Testimonial mit seinem Image des Tatort-Kommissars Horst Schimanski für Paroli.[21]
- Seit 2021 ist Thomas Müller als Markenbotschafter für die Storck-Marke Knoppers aktiv, 2022 stieß Mats Hummels dazu.[22]
- Die August Storck KG war 2024 Großspender der CDU. Die Partei gab an, 75000 Euro erhalten zu haben.[23]
- Die August Storck KG beschäftigt eine 1954 gegründete Betriebsfeuerwehr, welche aus 28 Personen besteht.[24][25]

## Kontroversen
Im Februar 2020 wurde ein Teil des Firmengeländes in Halle (Westf.) besetzt. Auslöser war die geplante Rodung eines Waldstücks am Steinhausener Weg am Fabrikgelände. Mit einer erneuten Besetzung im Oktober 2021 protestierten Aktivisten unter anderem gegen den Klimawandel und die mangelnde Bereitschaft August Storcks, seine Lieferketten offenzulegen. Am 6. Januar 2022 wurde eines der Baumhäuser geräumt und ein Teilstück des Wäldchens gerodet. Aufgrund der mit der Erweiterung des Firmengeländes verbundenen Vernichtung von Natur- und Waldflächen plant Storck, Teile des Flusses Warmenau sowie 5,5 Hektar anliegendes Gelände naturnah auszubauen. Zudem hatte Storck 2022 den am Betriebsgelände durch ein Rohr laufenden Laibach freigelegt.
In der Chocolate Scorecard, einer vergleichenden Übersicht zu den ökologischen und sozialen Umständen der Produktion von Schokoladenunternehmen unter Leitung australischer Universitäten, belegte Storck Platz 36 von 38 Unternehmen.